# Арменско
Арменско (грч. Άλωνα, Алона) је насеље у Грчкој у општини Лерин, периферија Западна Македонија. Према попису из 2021. било је 164 становника.

## Географија
Арменско лежи на 1.000 метара надморске висине, 10 километара западно од Лерина. Кроз насеље протиче Леринска река.

## Историја
Насеље су основали лажичари, мајстори који су правили дрвене кашике. У османском пореском регистру за немуслиманско становништво од 1626/27. године насеље је забележено под именом Ерменчева са 53 харач ханета (домаћинства). Етнографија вилајета Адријанопољ, Монастир и Салоника, штампана 1878. године, која се односи на мушко становништво 1873. године. показује да је Арменско имало 30 домаћинства и 115 житеља Словена. Васил Канчов бележи да је у Арменско 1900. године живело 1.080 Словена хришћана. Према секретару Бугарске егзархије, Димитру Мишеву, 1905. године Арменско је имало 1.440 Словена егзархиста и у селу је радила егзархијска школа. Боривоје Милојевић 1920. године наводи да у Арменско има 150 кућа Словена хришћана. Године 1913. насеље је имало 990 житеља, 1920. године 782, 1928. године 835, а 1940. године 991 житеља. За време Грађанског рата насеље није много страдало, али је било погинулих и известан број избеглих у Југославију и источноевропске земље.

### Пописи
| Година       | 1940 | 1951 | 1961 | 1971 | 1981 | 1991 | 2001 | 2011 |
| ------------ | ---- | ---- | ---- | ---- | ---- | ---- | ---- | ---- |
| Становништво | 991  | 682  | 564  | 342  | 254  | 220  | 237  | 211  |